# Nicolepeira
Genre
Nicolepeira est un genre d'araignées aranéomorphes de la famille des Araneidae.

## Distribution
Les espèces de ce genre sont endémiques du Chili.

## Liste des espèces
Selon World Spider Catalog (version 17.0, 24/03/2016) :
- Nicolepeira bicaudata (Nicolet, 1849)
- Nicolepeira flavifrons (Nicolet, 1849)
- Nicolepeira transversalis (Nicolet, 1849)

## Étymologie
Ce genre est nommé en l'honneur d'Hercule Nicolet (en).

## Publication originale
- Levi, 2001 : The orbweavers of the genera Molinaranea and Nicolepeira, a new species of Parawixia, and comments on orb weavers of temperate South America (Araneae: Araneidae). Bulletin of the Museum of Comparative Zoology, vol. 155, no 9, p. 445-475 (texte intégral).